# М'ясківка
М'яскі́вка — колишнє село в Україні, розташоване в Чуднівській територіальній громаді, Житомирського району, Житомирської області. Населення становить 0 осіб. Орган місцевого самоврядування — Чуднівська міська рада.

## Історія
Давня назва села — Мясковка.
У 1906 році М`ясківка, село П'ятківської волості Житомирського повіту Волинської губернії. Відстань від повітового міста 57 верст, від волості 20. Дворів 18, мешканців 81.

## Населення
| Рік             | 1967 | 1978 | 1989 | 2001 | 2021 | 2023 |
| --------------- | ---- | ---- | ---- | ---- | ---- | ---- |
| Населення, осіб | 88   | 48   | 27   | 14   | 8    | 0    |

Чисельності наявного населення села станом на 01.06.2023 року становить 0 осіб.

## Відомі люди
- Етель Тобах (1915—1998) — американська психологиня.